# بنات بيليتيس

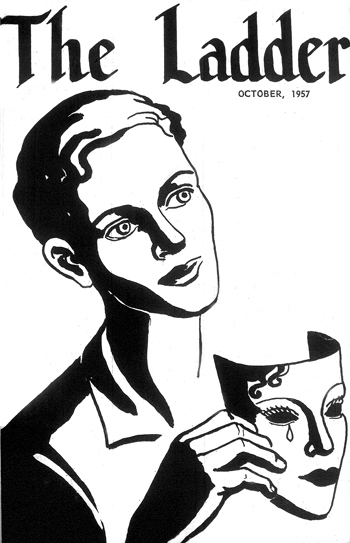
حثت طبعة أكتوبر 1957 من السلم، التي أرسلت بالبريد إلى مئات النساء في منطقة سان فرانسيسكو، النساء على خلع أقنعتهن.

بنات بيليتيس (بالإنجليزية: Daughters of Bilitis)، تدعى أيضًا (دي أو بي أو البنات) هي أول منظمة حقوق مدنية وسياسية للمثليات في الولايات المتحدة. تم تصميم المنظمة، التي تأسست في سان فرانسيسكو عام 1955، كبديل اجتماعي للحانات المثلية، التي تعرضت للمداهمات ومضايقات الشرطة. مع اكتساب بنات بيليتس للعضوية، تحول تركيزهم إلى تقديم الدعم للنساء اللواتي يخشين الإفصاح عن مثليتهن. عملت هؤلاء النساء على تثقيف أنفسهن حول حقوقهم وتاريخ المثليين. أعلنت المؤرخة ليليان فادرمان أن «تأسيسها في خضم مطاردة الساحرات ومضايقات الشرطة كان عملًا شجاعًا إذ كان على الأعضاء دائمًا الخوف من تعرضهم للهجوم، ليس بسبب ما فعلوه، لكن فقط بسبب طبيعتهم». عانت بنات بيليتيس لمدة 14 عامًا، وأصبحت مصدرًا تعليميًا للمثليات والرجال المثليين والباحثين والمهنيين في مجال الصحة العقلية.

## الخلفية
بعد الحرب العالمية الثانية، سرعان ما ارتبطت المشاعر المعادية للشيوعية بالأسرار الشخصية للأشخاص الذين عملوا في حكومة الولايات المتحدة. بدأ الكونغرس يطلب تسجيل أعضاء «الجماعات التخريبية». في عام 1950، أعلنت وزارة الخارجية أن المثليين جنسيًا يشكلون مخاطر أمنية (بسبب التعرض للابتزاز)، وما تبع ذلك كان سلسلة من الأعمال القمعية التي تضمنت فصل موظفي الحكومة الفيدرالية والولائية والمحلية المشتبه في كونهم مثليين؛ إلى جانب مداهمات الشرطة ذات الدوافع السياسية لحانات المثليين في جميع أنحاء الولايات المتحدة وكندا؛ وتم سنّ قوانين تحظر ارتداء الملابس المشتركة بين الرجال والنساء. وبشكل أكثر تحديدًا فيما يتعلق بتاريخ سان فرانسيسكو حيث تأسست بنات بيليتيس، كانت هناك مداهمات للشرطة على وجه التحديد على الحانات المثلية مثل مكان أدلر وتومي، وكلاهما حدث في 8 سبتمبر عام 1954.

### التاريخ
في عام 1955، كان ديل مارتن وفيليس ليون في علاقة غرامية لمدة ثلاث سنوات عندما اشتكيتا لزوجين مثليين من الذكور من أنهما لا تعرفان أي مثليات أخريات. قدم الزوجان المثليان مارتن وليون لزوجين مثليين آخرين، اقترحت إحداهما، وهي امرأة فلبينية، تدعى روزالي «روز» بامبرغر، إنشاء نادٍ اجتماعي. التقى الأزواج المؤسسون الأصليون في 21 سبتمبر عام 1955. كان من بين الحضور: روز بامبرغر وروزماري سليبن وديل مارتن وفيليس ليون ومارسيا فوستر وشريكتها جون، بالإضافة إلى نوني فراي وشريكتها ماري. استضافت روز وروزماري، اللتان كانتا من الطبقة العاملة وتعملان في تصنيع الفراشي، هذا الاجتماع في منزلهما. كانت إحدى أولويات الأعضاء المؤسسين هي الحصول على مكان للرقص إذ كان الرقص مع نفس الجنس في مكان عام غير قانوني. تقول مارتن وليون لاحقًا، «كانت النساء بحاجة إلى الخصوصية... ليس فقط من أعين الشرطة الساهرة، لكن من السياح المتفرجين في الحانات ومن الآباء والأسر الفضوليين». على الرغم من أنهما غير متأكدتين من كيفية المضي قدمًا في المجموعة بالضبط، فقد بدأا في الاجتماع بانتظام، وأدركا أنه يجب تنظيمهم، وسرعان ما انتخبتا مارتن رئيسًا. منذ البداية، كان لديهن تركيز واضح على تثقيف النساء الأخريات حول المثليات، وتقليل كراهيتهن لذاتهن بسبب الظروف القمعية الاجتماعية.

### التسمية
تم اختيار اسم النادي المكتشف حديثًا في الاجتماع الثاني. اسم بيليتيس هو الاسم الذي أطلق على مثلية خيالية معاصرة لصافو من قِبَل الشاعر الفرنسي بيير لويس في عمله عام 1894 أغاني بيليتيس، حيث تعيش بنات البيليتيس في جزيرة لسبوس إلى جانب صافو. تم اختيار الاسم لغموضه؛ حتى مارتن وليون لم يسبق لهما معرفة ما يعنيه ذلك. كان الهدف من «البنات» استحضار الارتباط بالجمعيات الاجتماعية الأمريكية الأخرى مثل بنات الثورة الأمريكية. شعر أعضاء (دي أو بي) الأوائل أنه يتعين عليهم اتباع نهجين متناقضين: محاولة تجنيد الأعضاء المحتملين المهتمين والتحلي بالسرية. بررت مارتن وليون الاسم، وكتبتا لاحقًا، «إذا سألنا أحد، فيمكننا دائمًا القول إننا ننتمي إلى نادٍ شعري. مثلما قاما بتصميم دبوس لارتدائه ليتمكنوا من التعرف على الآخرين، واختارا ألوان النادي وصوتتا على شعار «كي فيف» بالفرنسية ومعناها «في حالة تأهب». قدمت المنظمة ميثاقًا لوضع شركة غير ربحية في عام 1957، وكتبت وصفًا غامضًا للغاية، صرّحت كل من فيليس ليون، «كان من الممكن أن يكون ميثاقًا لنادي تربية القطط».